# Étienne Geoffroy Saint-Hilaire
Étienne Geoffroy Saint-Hilaire (15 tháng 4 năm 1772 - 19 tháng 6 năm 1844) là một nhà tự nhiên học người Pháp thiết lập nguyên tắc "thống nhất về thành phần". Ông là đồng nghiệp của Jean-Baptiste Lamarck và mở rộng và bảo vệ các lý thuyết tiến hóa của Lamarck. Quan điểm khoa học của Geoffroy có một hương vị siêu việt (không giống như quan điểm vật chất của Lamarck) và tương tự như các nhà hình thái Đức như Lorenz Oken. Ông tin vào sự thống nhất bên dưới của thiết kế cơ thể, và khả năng chuyển đổi các loài theo thời gian, tích lũy bằng chứng cho các tuyên bố của ông thông qua nghiên cứu trong giải phẫu so sánh, cổ sinh học, và phôi thai.